# Brinkstraat (Baarn)
De Brinkstraat, is een winkelstraat in Baarn in de Nederlandse provincie Utrecht.
De straat verbindt de Baarnse Brink met de noordelijke Kerkstraat. De Brinkstraat heette vroeger Brinksteeg en is een van de wegen die straalsgewijs uitkomen op de Brink. In het zuidelijke deel richting de Brink staan rijen winkelpanden. In het noordelijke deel zijn het meest vrijstaande panden van rond 1900.